# الکسی یاشین
الکسی یاشین (روسی: Алексей Валерьевич Яшин؛ زادهٔ ۵ نوامبر ۱۹۷۳) بازیکن هاکی روی یخ اهل روسیه است.